# لوري بيني
لوري بيني (بالإنجليزية: Laurie Penny) هي صحفية كاتبة عمود وكاتبة بريطانية، وُلِدت في 28 سبتمبر 1986، وعملت كصحفية لجريدتي الغارديان ونيوستيتسمان. ولها كتابين في مجال الأنثوية.

## حياتها وتعليمها
وُلدت بيني في لندن، وهي ابنة القاضي راي بارنيت. من أصل أيرلندي مالطي يهودي. حيث علقت على موقعها الرسمي معبرة عن نفسها أنها ملحدة متأثرة بالثقافة اليهودية والثقافة الكاثوليكية.
ترعرت في برايتون وليويس، ودرست في ثانوية برايتون بواسطة منحة دراسية قدمتها لها الثانوية المستقلة في برايتون.
في سن السابعة عشر، كانت أول كتاباتها حول مرض القهم العصبي وتأثيراته. درست الإنجليزية في ثانوية وادهام للغات بأكسفورد، حيث تخرجت منها في 2008. أثناء دراستها، بدأت في تطوير مهاراتها في الكتابة من خلال قصص التهريج والإنتاج الدرامي المبتدئ في الملحق الترفيهي لجامعة أكسفورد، ثم أصبحت عضوة فيه. مزامنة مع ذلك، كانت قد أنهت فترتها التدريبية في المجلس الوطني لتدريب الصحفيين في لندن.

## موهبتها
أنشئت مدونتها الإلكترونية بعنوان بيني ريد (بالإنجليزية: Penny Red) سنة 2007. وترشحت تدويناتها لجائزة أورويل برايز سنة 2010. بدأت عملها كمحررة في طاقم التحرير في مجلة واحد من أربعة، ثم انتقلت للعمل ككاتبة تقارير وشبه محررة في صحيفة مورنينغ ستار. ثم أصبحت كاتبة عمود في صحيفة نيوستيتسمان وجريدة الغارديان.
في أبريل 2011، دخلت تجربة تقديم البرامج التيلفزيونية من خلال القناة الرابعة البريطانية حيث قدمت لأول مرة برنامج كاتشينغ إن أون ديغريس. ثم طلبتها عدة قنوات أخرى لتقديم برامج تلفزية أهمها كانا في قناة بي بي سي 2 من خلال برنامجي العاشرة مباشر وأخبار المساء.

## ترشيحات
في 2012، ترشح كتابها (بيني ريد: ملاحظات في المعارضة السياسية المعاصرة) لجائزة بريد آند روزيس أوارد في القائمة النهائية.

## مؤلفاتها
- تجارة اللحم: جسد الأنثى خلف الرأسمالية (2011)
- بيني ريد: ملاحظات في المعارضة السياسية المعاصرة (2011)
- إريس: ستة ليال في أزمة آثينا (2012)
- أفكار خرساء: جنس، كذب وثورة (2014)

## روابط خارجية
- موقعها الرسمي